# The One That Got Away (saggio)
The One That Got Away è un saggio scritto da Chris Ryan nel 1995.
Il libro si concentra sulla fuga dell'autore verso il confine siriano durante la guerra del Golfo del 1991 dopo la fallita missione di trovare e distruggere i missili SS-1 Scud in mano alle truppe irachene.

## Trama
Il 2 agosto 1990, a seguito dell'invasione dell'emirato del Kuwait ad opera del vicino Iraq governato da Saddam Hussein, la comunità internazionale si mobilita al fine di risolvere tale conflitto il prima possibile ed in maniera pacifica.
Dopo mesi di trattative fallite e mesi di preparazioni militari in quella che è divenuta nota come Operazione Desert Shield (Operazione Scudo nel Deserto), allo scadere dell'ultimatum imposto dalla coalizione di nazioni anti irachena, viene messa in atto l'Operazione Desert Storm (Operazione Tempesta nel Deserto).
La sopracitata pattuglia Bravo Two Zero, appartenente al SAS britannico e comandata dal sergente Andy McNab, ha l'arduo compito di sabotare le linee telefoniche irachene e, nel contempo, di identificare le postazioni lanciamissili SS-1 Scud.
Partiti da una base angloamericana in territorio saudita, dopo essere sbarcati da un elicottero Boeing CH-47 Chinook da trasporto, la pattuglia si stabilisce sul territorio nordoccidentale dell'Iraq, intenta ad organizzarsi per rilevare i primi Scud. Il mattino seguente i soldati scoprono di essere circondati da nemici ignari della loro presenza, e, scoperti da un bambino pastore, rimangono coinvolti in un violento scontro a fuoco con due mezzi corazzati (un veicolo cingolato da trasporto truppe BTR-60 e un mezzo blindato BMP-1), riuscendo tuttavia a respingerli.
La pattuglia, oramai compromessa e sotto il fuoco di fanteria, blindati ed una batteria di cannoni antiaerei S-60, decide di marciare per circa 200 chilometri sino alla Siria per trovare la salvezza, decimata dalle nevicate ed inseguita dalle truppe nemiche.
Durante la marcia il caporale Chris Ryan, il sergente Vince Phillips e il soldato Stan si separano accidentalmente dal gruppo a causa della confusione e Vince muore di ipotermia dopo essersi perso mentre Stan, mentre va alla ricerca di un mezzo per fuggire, viene catturato da un gruppo di soldati iracheni in un accampamento.
Chris, non sapendo che fine ha fatto Stan, decide di fuggire verso nord, affrontando un'allucinante odissea nel tentativo di raggiungere la Siria senza cibo e acqua. Dopo aver evitato la cattura e di aver fatto sosta in un accampamento, Chris vide passare una Land Cruiser della polizia e il conducente gli offre un passaggio fino ad arrivare in una stazione di polizia, ma viene catturato dai poliziotti e trascinato in un veicolo. Ma Chris scoprì che i poliziotti volevano invece portarlo in un complesso militare di Damasco dove viene lavato, medicato e nutrito dopo aver perso moltissimo peso a causa dell'atrofia muscolare e delle scorie radioattive che aveva accidentalmente bevuto in un fiume pieno di rifiuti tossici.
Viene infine accolto all'ambasciata e torna in Inghilterra sano e salvo, mentre gli altri quattro membri della pattuglia sopravvissuti vengono liberati dalle autorità irachene dopo essere stati catturati e posti sotto tortura per 8 settimane.

## Adattamento televisivo
Del libro esiste un adattamento televisivo prodotto in Gran Bretagna dalla rete televisiva ITV nel 1996, dal titolo The One That Got Away, diretto da Paul Greengrass e con Paul McGann nel ruolo di Chris Ryan.